# Maximiliano Lombardi
Maximiliano Lombardi Rodríguez (Montevideo, 11 de mayo de 1987) es un futbolista uruguayo. Juega como centrocampista en el Colón Fútbol Club, de la Segunda División Profesional de Uruguay.

## Trayectoria
Para la temporada 2009/10 es fichado por Cerro. Ahí tuvo un aceptable desempeño que le permitió emigrar por primera vez. Aquí compartió el equipo con el delantero uruguayo Rodrigo Mora. Ganó la liguilla Pre-Libertadores con Cerro en 2009. En la temporada 2011/2012 jugó por el Rosario Central donde fue dirigido por Juan Antonio Pizzi.
En su paso por el fútbol hondureño, marcó diferencias incluso jugó con el número 10, se constituyó como uno de los jugadores más importantes del Motagua. Inicialmente había firmado un contrato por dos temporadas, y el club le ofreció renovar cuando aún le quedaba un año de vigencia, pero al parecer el jugador prefirió dar un paso al costado por la supuesta falta de organización de parte de la directiva de su equipo.
Llega a mediados del 2014 a Los Caimanes, siendo considerado como la mejor contratación del equipo, sin embargo sus buenas actuaciones no pudieron salvar al equipo del descenso. En el 2015 sale subcampeón de la Segunda División Peruana con Los Caimanes.

## Selección nacional sub-20
Como juvenil participó en el Campeonato Sudamericano Sub-20 de 2007 con la selección sub-20 de Uruguay, sin embargo no fue convocado para jugar la Copa Mundial de Fútbol Sub-20 de 2007 .

## Clubes
| Club                           | País      | Año         | Partidos | Goles |
| ------------------------------ | --------- | ----------- | -------- | ----- |
| Progreso                       | Uruguay   | 2003 - 2008 | 39       | 5     |
| Peñarol                        | Uruguay   | 2008 - 2009 | 6        | 1     |
| Cerro                          | Uruguay   | 2009 - 2010 | 25       | 1     |
| Boca Unidos                    | Argentina | 2010        | 2        | 0     |
| Durazno                        | Uruguay   | 2011        | 6        | 4     |
| Rosario Central                | Argentina | 2011 - 2012 | 6        | 0     |
| Progreso                       | Uruguay   | 2012        | 13       | 0     |
| El Tanque Sisley               | Uruguay   | 2012 - 2013 | 9        | 0     |
| Motagua                        | Honduras  | 2013 - 2014 | 34       | 9     |
| Los Caimanes                   | Perú      | 2014        | 14       | 2     |
| Rentistas (cesión)             | Uruguay   | 2015        | 8        | 3     |
| Los Caimanes                   | Perú      | 2015        | 9        | 6     |
| Central Español (cesión)       | Uruguay   | 2016        | 11       | 2     |
| Los Caimanes                   | Perú      | 2016        | 11       | 0     |
| Comunicaciones FC              | Guatemala | 2018 - 2020 | 68       | 12    |
| Cobán Imperial                 | Guatemala | 2017-2018   | 49       | 7     |
| Comunicaciones Fútbol Club     | Guatemala | 2018-2020   | 68       | 12    |
| Club Sportivo Miramar Misiones | Uruguay   | 2020        | 81       | 18    |
| Club Deportivo Guastatoya      | Guatemala | 2020-2021   |          |       |
| Cobán Imperial                 | Guatemala | 2021-2022   |          |       |
| Miramar                        | Uruguay   | 2022-2025   |          |       |
| Colón Fútbol Club              | Uruguay   | 2025.act.   |          |       |

## Títulos
| Título                               | Club                      | País      | Año           |
| ------------------------------------ | ------------------------- | --------- | ------------- |
| Liguilla Pre-Libertadores de América | Cerro                     | Uruguay   | 2009          |
| Liga Nacional de Fútbol de Guatemala | Club Deportivo Guastatoya | Guatemala | Apertura 2020 |